# Herbertpur
Herbertpur è una suddivisione dell'India, classificata come nagar panchayat, di 9.242 abitanti, situata nel distretto di Dehradun, nello stato federato dell'Uttarakhand. In base al numero di abitanti la città rientra nella classe V (da 5.000 a 9.999 persone).

## Geografia fisica
La città è situata a 30° 26' 60 N e 77° 43' 60 E e ha un'altitudine di 426 m s.l.m..

## Società

### Evoluzione demografica
Al censimento del 2001 la popolazione di Herbertpur assommava a 9.242 persone, delle quali 4.866 maschi e 4.376 femmine. I bambini di età inferiore o uguale ai sei anni assommavano a 1.221, dei quali 675 maschi e 546 femmine. Infine, coloro che erano in grado di saper almeno leggere e scrivere erano 6.404, dei quali 3.640 maschi e 2.764 femmine.